# Худбард
Ху́дбард або Худбад (Hudbaad, Hudbarda, Khudbard, Tubdjaq) (бл. 584 — 600) — вождь племен оногурів (гунів).
Під час правління Худбарда, коли серед оногурів почалась громадянська війна, він надав ім'я Козаріг одному зі своїх синів, якому після суперечки зі своїм братом Батбаяном, віддав у правління одне з підлеглих племен.
Аварський хан Баян II призначив його намісником оногундуріма та об'єднаних племен кутрінурів та утигурів.
Худбад помер близько 599—601 років. Відповідно до одного джерела внаслідок захворювання, яке перебігало з гарячкою, що сталося у 599 р. Відповідно до інших джерел загинув у битві біля Тиса, 601 року, де гуни зіткнулися з Візантією, з одного боку, з аварами та їхніми союзниками з іншого.
Після смерті Худбарда оногурдів очолив Орган, який був регентом, поки не виріс Кубрат і прийшов до влади.